# Feldzug Heinrichs III. nach Ceri
Der Feldzug Heinrichs III. nach Ceri (auch Feldzug nach Keri oder Englisch-Walisischer Krieg von 1228) war ein militärischer Konflikt zwischen dem Königreich England und mehreren walisischen Fürstentümern, die unter der Führung von Fürst Llywelyn ab Iorwerth von Gwynedd standen. Der englische Vorstoß nach Mittelwales endete in einem Fehlschlag.
Im April 1228 übertrug der junge König Heinrich III. seinem Justiciar Hubert de Burgh Montgomery Castle zur Verwaltung. Um die englische Stellung auszubauen, ließ de Burgh im August des Jahres einen Weg in das dicht bewaldete Gebiet südlich von Montgomery schlagen, das von angreifenden Walisern als Deckung benutzt werden konnte. Die Waliser reagierten mit Angriffen auf die Arbeiter, trieben sie zurück nach Montgomery Castle und begannen schließlich mit der Belagerung der Burg. Der König eilte daraufhin mit einem hastig zusammengestellten Heer nach Wales und entsetzte am 3. September die Burg. Anschließend berief er sein Feudalheer nach Montgomery, das schließlich neben den 120 Rittern und Soldaten des königlichen Haushalts etwa 425 Ritter sowie weitere Infanterie umfasste. Mit diesem Heer zog der König um den 25. September nach Süden in das Tal von Ceri, etwa fünf Kilometer östlich des heutigen Newtown. Dort zerstörten sie eine Zisterzienserniederlassung, die rebellischen Walisern Unterschlupf gewährt haben soll. Anstelle des Klosters begannen die Engländer mit dem Bau einer Burg. Der nur halbherzig vorbereitete Feldzug wurde jedoch zu einem völligen Fehlschlag. Fürst Llywelyn ab Iorwerth übernahm nun selbst die Leitung des Kampfes gegen die Engländer. In dem dicht bewaldeten Gelände wurden der englische Nachschub wiederholt von den Walisern angegriffen, so dass die Engländer bald unter Nachschubproblemen litten. Bei einem dieser Gefechte geriet der Marcher Lord William de Braose verwundet in Gefangenschaft, aus der er erst im kommenden Jahr nach Zahlung eines hohen Lösegelds freikam. Schließlich wurde im Oktober 1228 ein Waffenstillstand geschlossen. Llywelyn ab Iorwerth und andere Fürsten huldigten dem König, während im Gegenzug der König die unfertige Burg aufgab und sich wieder nach England zurückzog. Der Ort der von den Walisern zerstörten Burg wurde nach dem Justiciar Hubert’s Folly genannt, wahrscheinlich war sie die als Ringwall begonnene Anlage von Old Hall Camp.